# 2006年冬季残疾人奥林匹克运动会白俄罗斯代表团
2006年冬季残疾人奥林匹克运动会白俄罗斯代表团是白俄罗斯派出的2006年冬季残疾人奥林匹克运动会代表团。获得1枚金牌、6枚银牌和2枚铜牌。